# 북부 벌목공 파업
북부 벌목공 파업(핀란드어: Pohjolan tukkityöläisten lakko)은 1906년에서 1909년 사이 핀란드 라플란드에서 일어난 노동쟁의다. 케미 사의 삼림노동 캠프에서 총 3,000 명이 파업에 참여했고, 직장폐쇄도 일어났다.
파업은 1906년 1월 6일 살라에서 시작되었다. 20세기 초 임업노동자들은 숲 속에서 머무를 거처를 직접 만들어 마련해야 했고, 음식도 회사가 현지에 차려놓은 매점을 통해 사야 했다. 회사에서 차린 매점은 오지에서 유통을 독점할 수 있었기에 가격은 폭리를 취하면서 음식의 질은 형편없었다. 또한 의료시설은 없었고, 작업 시간 제한도 없었다. 파업 노동자들은 이런 사항을 개선해줄 것과 또한 블랙리스트를 두려워하지 않고 노동조합에 참여할 권리를 요구했다.
회사는 노동자들의 요구에 침묵으로 일관했고, 1906년 1월 24일 2,200 명의 노동자가 소단퀼래로 몰려갔다. 당시 케미 사의 현장관리자 후고 산드베리가 동계 임금을 20 펜니로 인하한 것 역시 파업에 영향을 끼쳤다. 소단퀼래의 스웨덴계 임엄회사들은 노동자들의 요구를 들어주기로 했고, 자연히 파업 투쟁은 케미 사를 향하게 되었다. 파업은 6월에 케미요키로 퍼져나갔다. 여름이 되자 곳곳에서 파업 노동자들과 구사대의 충돌이 발생했고, 총격전이 벌어지기도 했다.
당시 파업을 주도한 것은 1905년 케미 항의 하역노동자들이 상호부조단체로 만든 Kemin kastaus- ja lossausyhdistys 협회였다. 언론인 에밀 레흐넨이 파업 조직가로 활동했다.
파업이 시작되자마자 케미 사는 작업현장의 식료품 매점을 폐쇄했다. 벌목 작업장은 야생의 황무지였기 때문에 파업 노동자들은 식량을 구할 곳이 없어졌고 굶어 죽을 위기에 처했다. 결국 파업 노동자들은 솜피오의 회사 창고를 부수고 들어가 먹을 것을 들고 나갔다. 무엇을 들고 나갔는지 모두 기록해 두고 파업이 끝나면 회사에 사후 지불할 계획이었다. 하지만 케미사는 이것을 강도행위라고 규정했다. 청원경찰들은 창고를 도둑질한 노동자들을 붙잡아 재판에 넘겼다. 소단퀼래 지방재판소는 노동자들에게 중형을 선고했고, 재판은 바사 항소재판소로 넘어갔다.
케미 사는 노동자들의 파업에 직장폐쇄로 맞섰고, 1909년 여름까지 직장폐쇄가 이어졌다. 1909년까지 여러 작업장에서 소소한 파업이 이어졌지만, 사측은 구사대를 대체인력으로 투입하여 파업을 모두 분쇄했다.
지역민들의 반응은 파업에 부정적이었다. 지주들은 임업노동자들의 임금 인상 요구가 농업노동자들에게 영향을 미칠까 두려워했고, 사도 루터교회는 빨갱이들이 파업을 배후조종한다고 여겼다. 사측은 이런 점을 십분 활용해 지역민들 중에서 구사대 인력을 충원했다.
파업은 결국 1909년 사측의 승리로 끝났다. 하지만 이 사건은 라플란드 노동자 운동의 급진화에 상당한 영향을 주었다.

## 참고 자료
- Villi Pohjola: Puuta, työtä ja työväenliikkeen alkuvaiheita Pohjois-Suomessa. Työväen Arkiston näyttelyesite 2003-2004 s. 8-11 (pdf-tiedosto)[깨진 링크(과거 내용 찾기)]